# Гай Клавдий Север
Вижте пояснителната страница за други личности с името Север.
Гай Клавдий Север (на латински: Gaius Claudius Severus) e политик и сенатор на Римската империя през края на 1 и началото на 2 век.

## Биография
Роден е в Pompeiopolis в Пафлагония. През 105 – 106 г. е легат на римската провинция Камениста Арабия (Arabia Petraea). През 112 г. Север е суфектконсул заедно с Тит Сетидий Фирм.
Север е баща на Гней Клавдий Север Арабиан (консул 146 г.). Дядо е на Гней Клавдий Север (консул през 173 г. при своя тъст Марк Аврелий).